# Ласеллс, Дэвид, 8-й граф Хэрвуд
Дэвид Генри Джордж Ласеллс, 8-й граф Хэрвуд (англ. David Henry George Lascelles, 8th Earl of Harewood; род. 21 октября 1950, Паддингтон, Лондон) — наследственный пэр и кино- и телевизионный продюсер. Будучи потомком короля Георга V, он находится на 64-м месте в линии наследования британского престола.

## Биография
Дэвид Ласеллс родился в доме своих родителей в Лондоне. Он — старший сын 7-го графа Хэрвуда и его первой жены, Марион Штейн. Был крещён в церкви Всех Святых в Хэрвуде (Западный Йоркшир). Его отец был сыном Генри Ласеллса, 6-го графа Хэрвуда и принцессы Марии и приходился двоюродным братом королеве Елизавете II. По материнской линии — внук австрийского музыканта Эрвина Штейна. Его крёстными были Елизавета II (тогда Её Королевское Высочество принцесса Елизавета, герцогиня Эдинбургская), его прабабушка королева Мария, виконтесса Бойн, Бенджамин Бриттен, Эрвин Штейн и его дядя, достопочтенный Джеральд Ласеллс.
Дэвид Ласеллс унаследовал титул графа Хэрвуд после смерти отца в 2011 году.
Дэвид Ласеллс работал в качестве продюсера. Его первый фильм в этом качестве был четырёхчасовой документальный фильм о тибетской культуре в изгнании «Tibet a Trilogy». Он был показан в лондонском Институте современного искусства, а затем транслировался в тридцати странах. В начале своей карьеры Ласселлс также работал над тремя проектами вместе с режиссёром Кристофером Монгером.

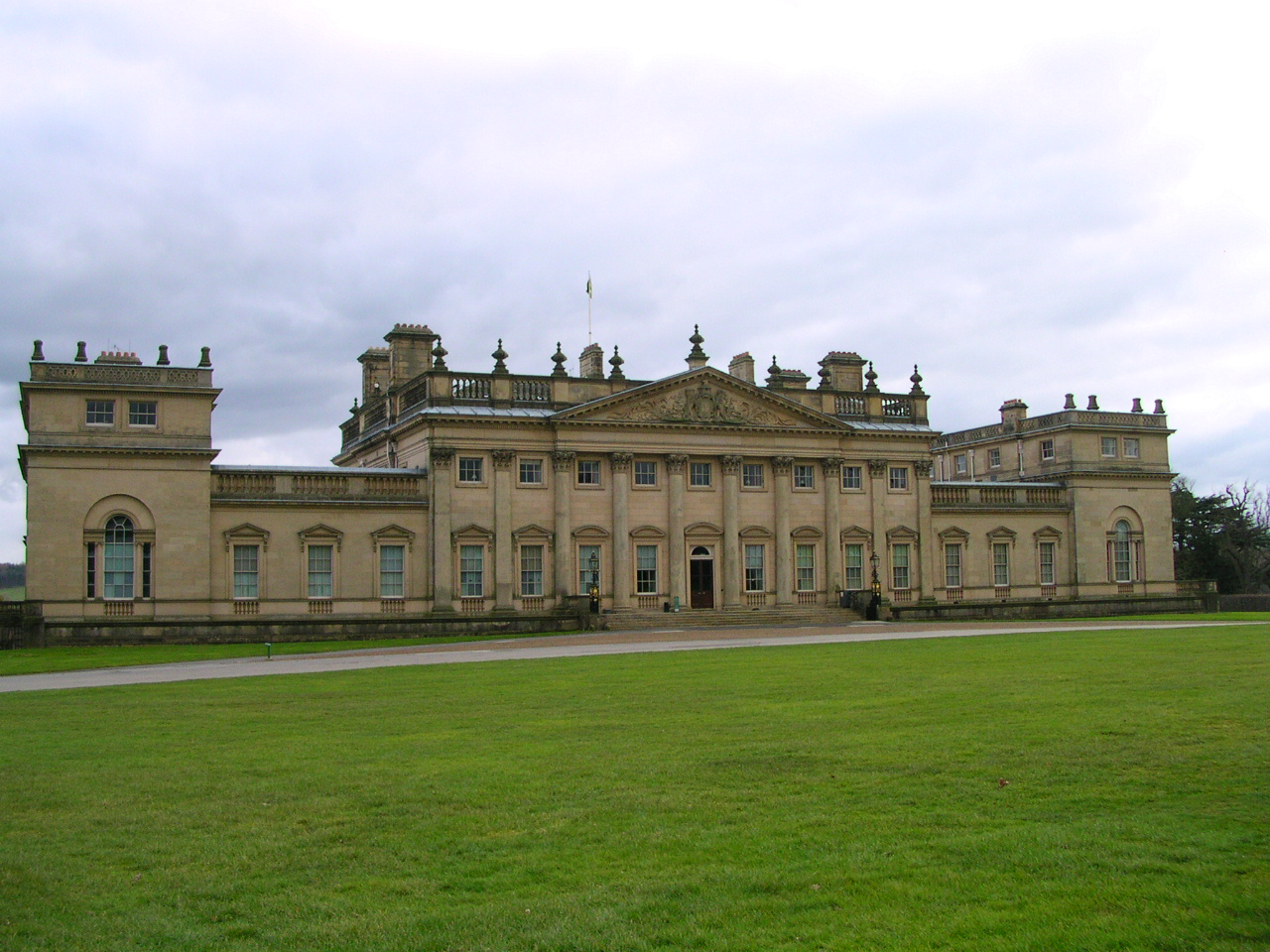
Наследственная усадьба Хэрвуд-хаус.

Среди фильмов и сериалов, которые он спродюсировал:
- 1990—1991 — Инспектор Морс/ Inspector Morse — продюсер (9 эпизодов)
- 1995 — Ричард III/Richard III — линейный продюсер
- 1996 — Успехи и неудачи Молл Фландерс/Fortunes and Misfortunes of Moll Flanders, The
- 1998 — Мудрость крокодилов
- 1999 — Пророчество/Second Sight
- 2000 — Второе зрение: Парасомния /Second Sight: Parasomnia — исполнительный продюсер
- 2000 — Второе зрение: Королевство слепого/Second Sight: Kingdom of the Blind — исполнительный продюсер
- 2000 — Второе зрение: Игра в прятки/Second Sight: Hide and Seek — исполнительный продюсер
- 2002 — Daddy’s Girl
- 2011 — Grass Roots — ассоциированный продюсер

## Семья
12 февраля 1979 года Дэвид Ласеллс женился на Маргарет Розалинде Мессенжер (англ. Margaret Rosalind Messenger ; родилась в 1948), которая родила четырёх детей. Это были:
- Эмили Церинг (Tsering) (родилась 23 ноября 1975), жена Мэтью Шарда, мать близнецов;
- Бенджамин Джордж Ласеллс (родился 19 сентября 1978), кинопродюсер, женат на колумбийке Каролине Велес Робледо;
- Александр Эдгар Ласеллс, виконт Ласеллс (родился 13 мая 1980), наследник графского титула; от своей бывшей подруги Лале Йеганеги имеет сына Лео Ласеллса; женат на Аннике Элизабет Рид (англ. Annika Elizabeth Reed; родилась в 1984 г.). У них есть дочь Айви и сын Кит Мун Уильям.
- Эдвард Дэвид Ласеллс (родился 19 ноября 1982).

Граф развёлся с женой в 1989 году. 11 марта 1990 года он женился на Диане Джейн Хаус (англ. Diane Jane Howse; родилась в 1956), этот брак остался бездетным
Так как двое старших детей родились до женитьбы родителей, в наследовании графства и британского престола они не участвуют.